# 波兰国家铁路
波兰国家铁路股份有限公司（波蘭語：Polskie Koleje Państwowe Spółka Akcyjna），简称波兰国铁（PKP），是波兰的國營铁路公司，也是波蘭最主要的鐵路業者。其歷史最早可追溯自1918年波蘭第二共和國成立之時，2001年為了波蘭加入歐盟時符合相关规定而公司化，并在原国营铁路的基础上將許多業務單位分拆為個別公司，波蘭國鐵則對這些附属公司保持全资持股及全权管理。该公司在波兰共经营23,429公里长的国有铁路轨道。

## 公司架构

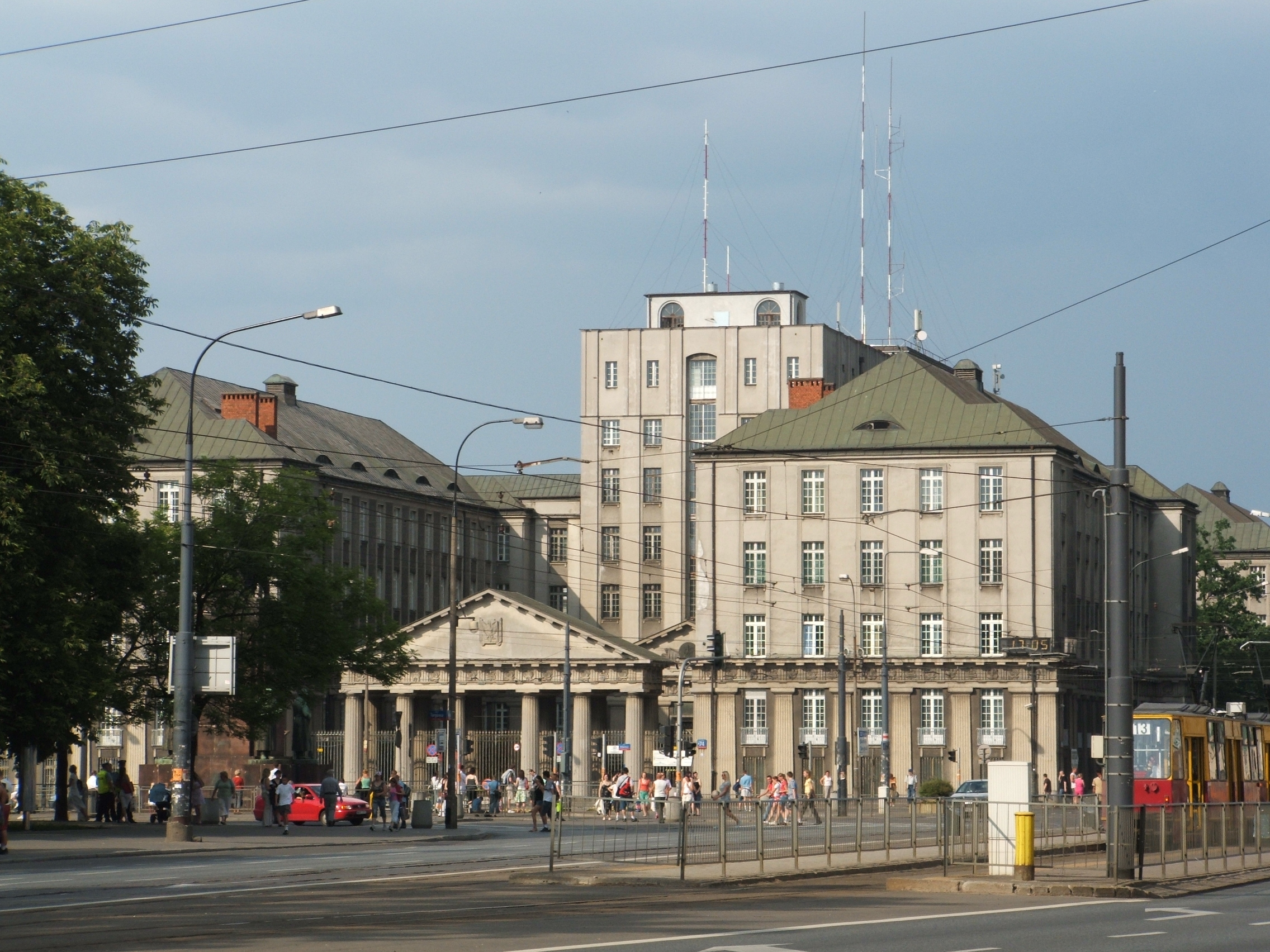
波兰国家铁路位于华沙的总部

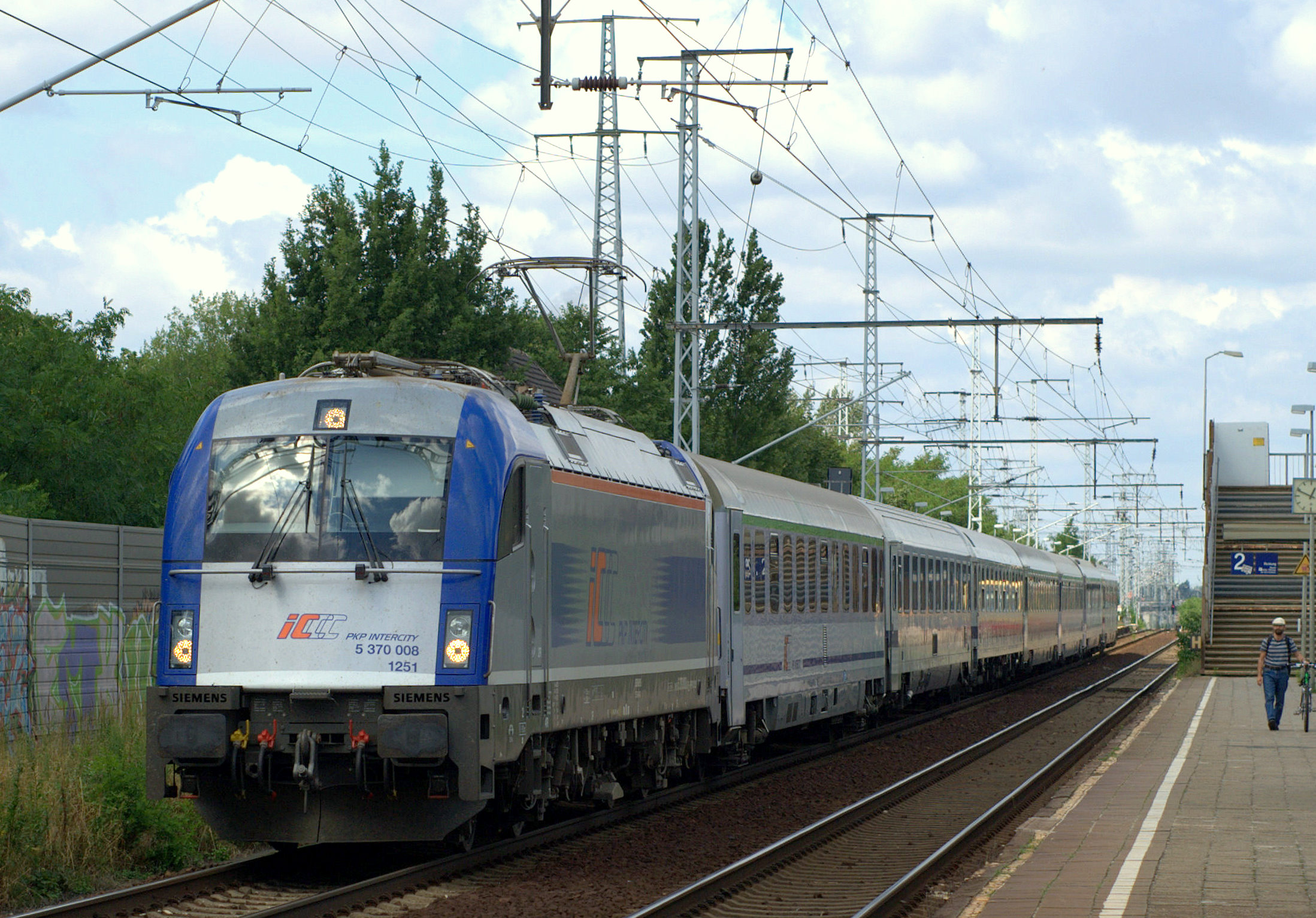
由波兰国铁城际列车运营前往柏林的列车

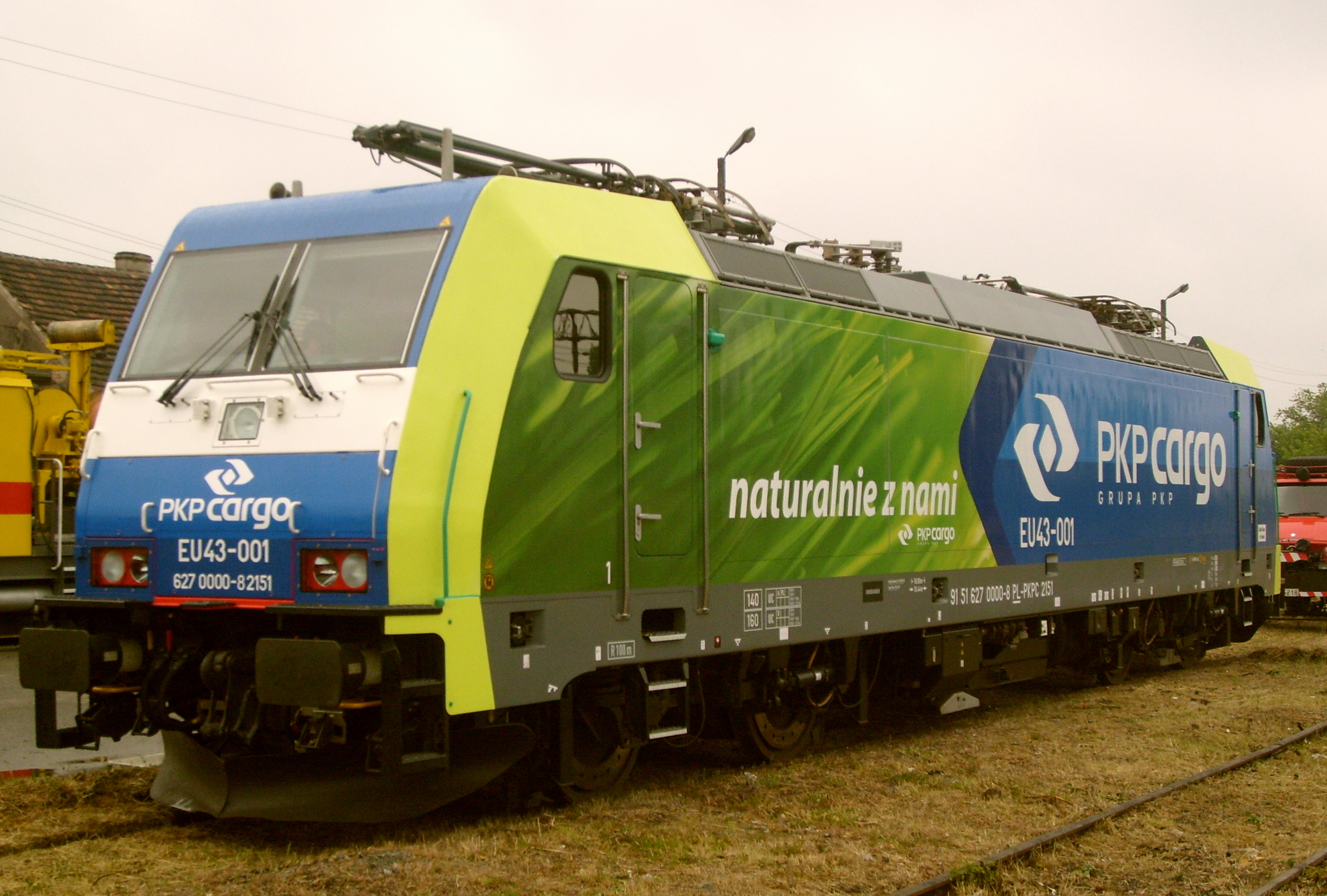
波兰国铁货运的一台EU43型机车

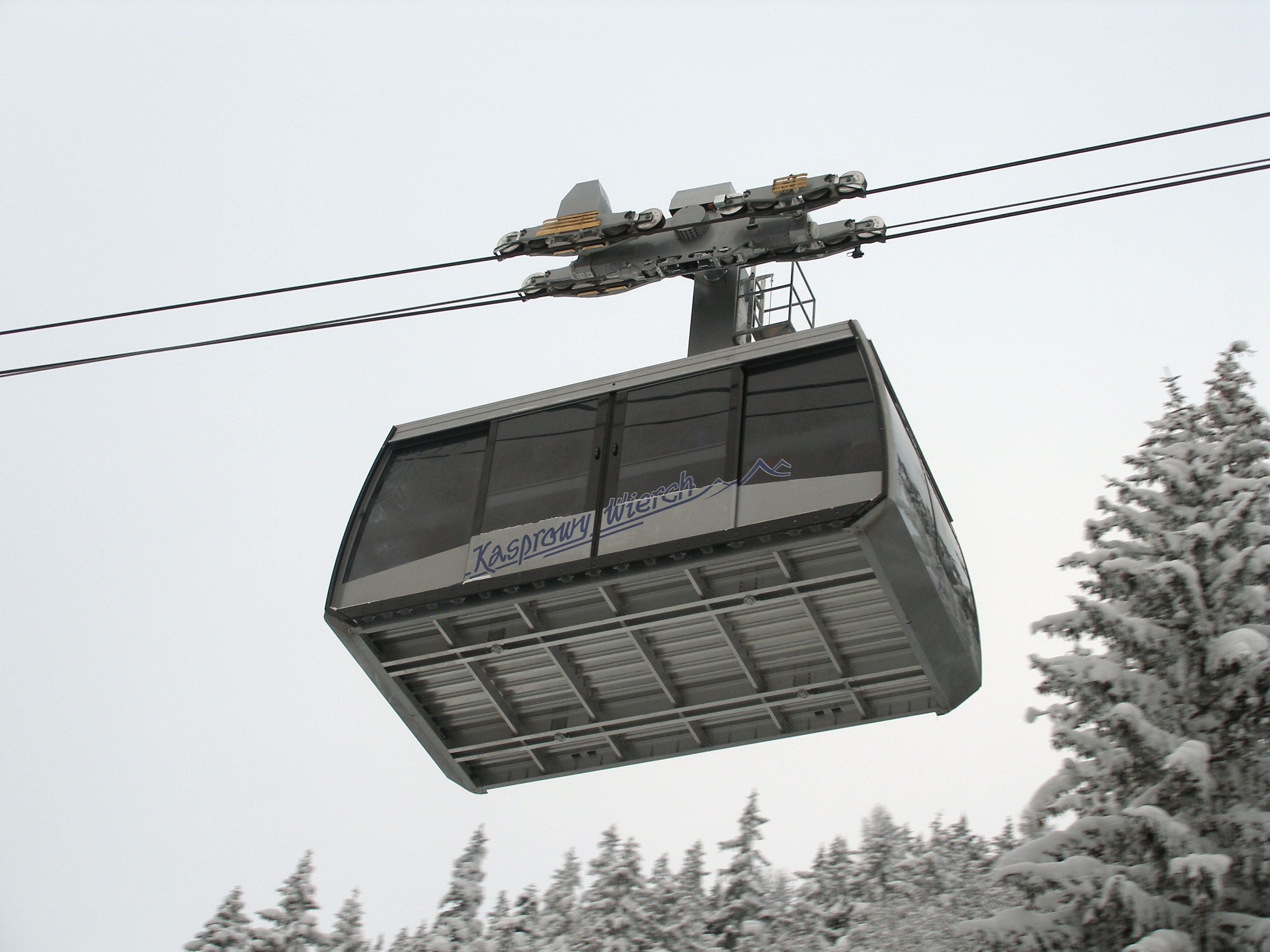
波兰索道铁路在卡斯普罗维峰运营的缆车服务

波兰国家铁路的经营形式为股份制公司，其股份100%由国家所拥有。目前，波兰国家铁路拥有多家子公司，主要包括：

### 线路基建公司
波兰国铁线路基建股份公司（PKP Polskie Linie Kolejowe S.A.）主要负责维护铁路轨道、组织全国性的列车运行、编排列车时刻表和管理铁路沿线的物业，例如线路和车站等。

### 货运公司
波兰国铁货运股份公司（PKP Cargo S.A.）于2001年成立，以满足欧洲法院对波兰国家铁路此前加入欧盟所需要重组的裁决，它主要负责波兰国家铁路的货物运输业务。这是目前波兰最大及欧盟第二大的铁路货物承运商。该公司是在原国营波兰国家铁路为满足欧盟标准而划分为几十家公司后成立的。
波兰国家铁路集团计划在近期内将波兰国铁货运私有化。

### 城际列车公司
波兰国铁城际列车股份公司（PKP Intercity S.A.）是波兰国家铁路的一个半独立部门，主要在波兰经营长途客运列车。它成立于2001年，当国营的波兰国家铁路在筹备加入欧盟时被重组为一些在波兰国家铁路集团统一领导下独立经营的公司。
波兰国铁城际列车经营着波兰所有的城际列车以及大部分国内的欧城列车并通达欧洲各地。虽然竞争正在兴起，但在波兰的铁路长途旅行市场中，波兰国铁城际列车实际仍拥有行业内的垄断，其目前所占的市场份额接近100%。

### 快速城铁公司
波兰国铁三联市快速城铁有限责任公司（PKP Szybka Kolej Miejska w Trójmieście Sp. z o.o.）在三联市（格但斯克+格丁尼亞+索波特）提供城市铁路运输服务。该系统已发展为一个覆盖面较广的线路，可通达的城镇包括斯武普斯克、倫堡和韋伊海羅沃等。它由电力动车组提供服务，列车的发车频率在6分钟至半小时之间（取决于不同的时间段）。这可与欧洲其他城市的地铁或轻轨相媲美。而三联市是唯一适用于这种运输方式的地区，因为其地形位于格但斯克湾和三联国家公园间的一个相对狭窄的南北走廊中。

### 冶金宽轨铁路公司
波兰国铁冶金宽轨铁路有限责任公司（PKP Linia Hutnicza Szerokotorowa Sp. z o.o.）是波兰国家铁路在冶金宽轨铁路（Linia Hutnicza Szerokotorowa）中负责基础设施运营及货运的子公司，总部设于扎莫希奇。其运营着波兰与乌克兰边界赫魯別舒夫至斯拉夫科夫（近卡托维兹）的一段400公里长的宽轨铁路。该线路始建于1979年，修建目的是为了从苏联进口铁矿石、以及从波兰出口煤炭及硫磺。随着共产主义解体及经济形势的变化，该线路自1989年起的使用率已大为减少。目前正在尝试不同的计划以增加其盈利能力。它仅用于货运，主要为铁矿石和煤炭运输，这也是欧洲最西端的宽轨铁路线，经赫鲁别舒夫可连接至各前苏联加盟共和国。

### 索道铁路公司
波兰索道铁路股份公司（Polskie Koleje Linowe S.A.）是波兰国家铁路在塔特拉山脉（特别是在扎科帕內及其周边城镇）负责运营缆车及山区铁路的子公司，总部设于扎克帕内。

### 能源公司
波兰国铁能源股份公司（PKP Energetyka S.A.）是波兰国家铁路负责为波兰铁路运营商提供电力能源的子公司，它是在原国营波兰国家铁路为满足欧盟标准而划分为几十家公司后成立的。
波兰国家铁路集团计划在近期内将波兰国铁能源私有化。

## 历史
1918年11月11日，波兰结束其外国统治时期获得独立，并收回了前俄国和奥地利管辖的境内铁路。交通部铁路部门在创建波兰铁路系统时将其正式命名为波兰国家铁路。
1918年12月，大波兰起义开始。反政府武装接管了前普鲁士管辖的铁路。一年后，波兰在波乌战争中又接管了乌克兰境内由前奥地利管辖的铁路。前普鲁士管辖铁路的铁路一直持续到1921年才接管。在波苏战争中对苏联红军取得胜利后，共产主义者在撤退时对沿线铁路进行了大量损坏。与此同时，波兰与立陶宛的紧张关系也导致维尔纽斯至明斯克的铁路部分瓦解和停滞。1922年，波兰铁路管理局终于取得上西里西亚的铁路管辖权，并在同年决定按波兰的9个行政区划分铁路。

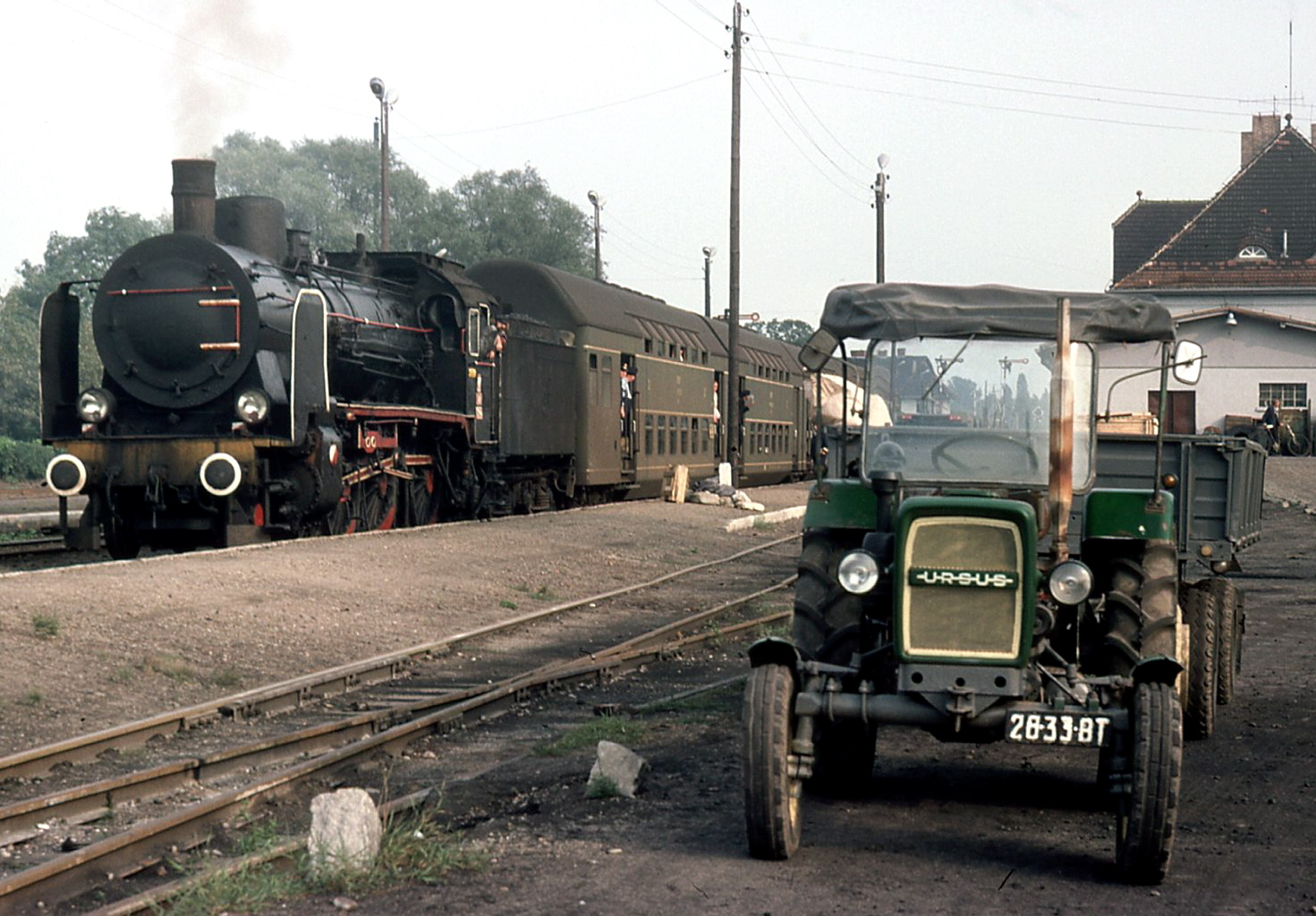
由蒸汽机车牵引的波兰国铁客运列车（1976年）

20世纪30年代的经济危机迫使国家削减了对铁路的投资预算。到1929年其利润同比下降了50%。在此后一个年度中，超过23,000名波兰国家铁路员工遭到解雇，抗议和罢工浪潮导致当局试图寻求解决方案。金融危机结束后，波兰国铁增加了货运业务，并从1937年起开始盈利。
第二次世界大战期间，波兰铁路工人连同波兰士兵于1939年9月1日为阻止纳粹德国装甲列车的通过而炸毁了维斯杜拉河上的铁路桥梁。许多铁路工人及其无辜的家属因此而在同一天被纳粹处决。同年9月17日苏联入侵波兰后，波兰东部的多数铁路车辆落入苏联人手中。9月25日，波兰于上西里西亚、大波兰和波美拉尼亚地区的铁路被并入德国帝国铁路。
直到1941年纳粹德国发起巴巴罗萨行动前的最后一刻，苏联仍有货运列车通往德国。1941年6月22日，苏德战争开始，纳粹德国占领了波兰国家铁路所拥有的东普鲁士铁路及车辆，并将其宽轨轨距改为标准轨距。大约在同一时间，波兰抵抗运动开始对铁路进行有组织的破坏活动。1942年，波兰开始在波兹南和赫扎努夫生产简易的军用蒸汽机车——德国帝国铁路52型蒸汽机车（波兰国家铁路Ty2型），这些机车的蒸汽锅炉则在索斯诺维茨制造。1944年开始的华沙起义对华沙的铁路车辆、路网及电力系统造成了广泛的破坏。贯穿城市的维斯杜拉河铁路桥梁和地下隧道都被摧毁。

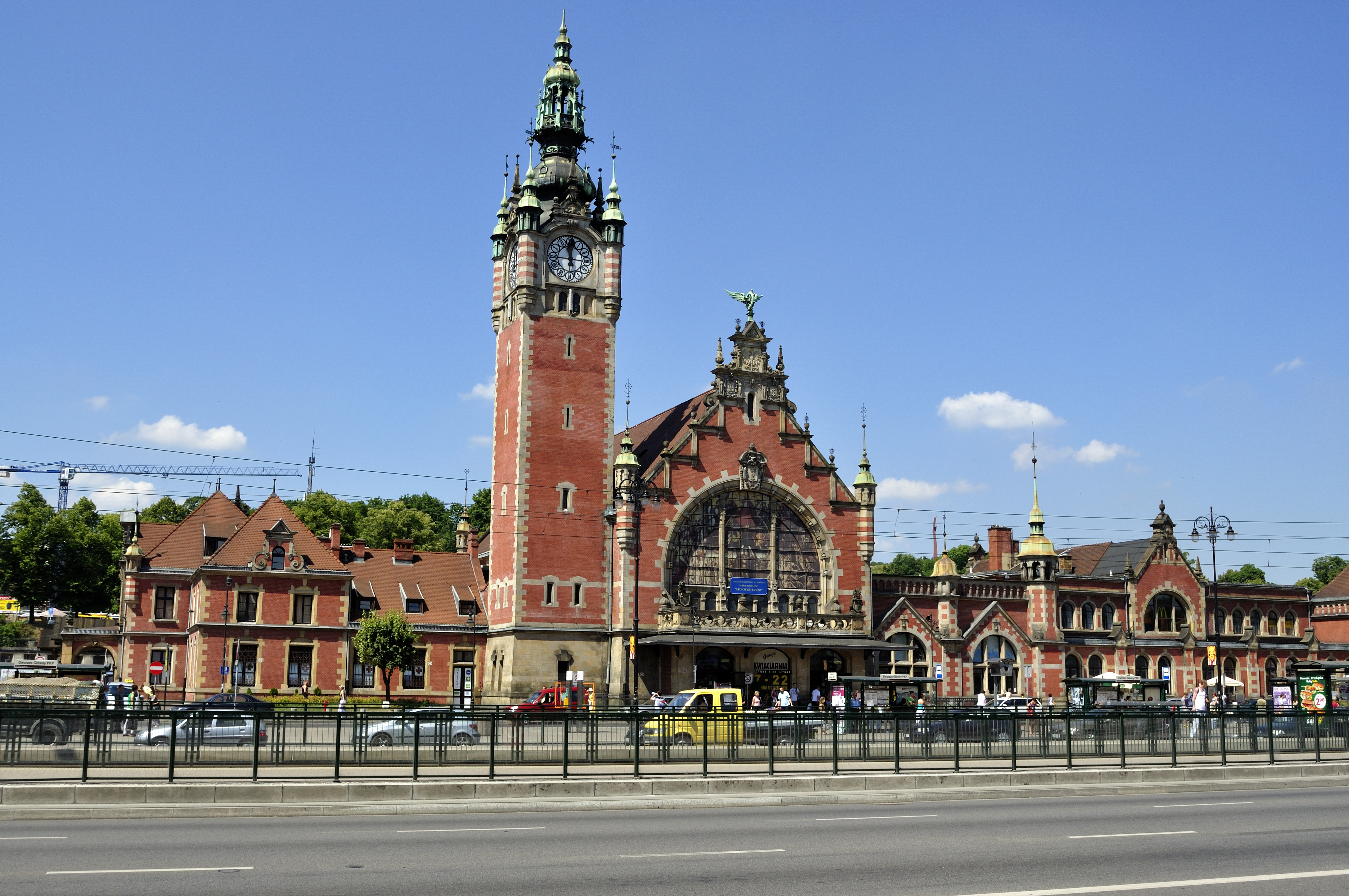
格但斯克中央车站是波兰最大的火车站之一

1945年初，苏军进入华沙后，创立了波兰运输部及区域铁路局。许多战前的铁路机车被送到苏联。作为战争赔偿，波兰也接收了许多德国机车。同年6月，通往华沙的铁路被修复，并启用由仓库搭建的临时车站。1945年9月15日，波兰国家铁路从苏联接管了新波兰领土内的所有铁路线，并按地区分成10个铁路局，但这些线路已大多被损毁或无法使用。
在共产主义时代的中期到晚期，波兰国家铁路在很大程度上恶化了。曾经规模庞大并可盈利的网络，由于系统性的缺乏资金以及无法获得新的铁路车辆而使得波兰国铁在技术发展和乘客舒适度方面远远落后于西欧的铁路运营商。此外，遍及全国各地的众多铁路线状况不佳导致了乘客的旅行时间不断增加，这也使得铁路在与城际巴士和航空服务的竞争中处于不利的地位。在整个共产主义时期波兰只完成了一个与铁路有关的大型基建项目，这个珍贵的项目便是1976年完工的中央干线，它连接了克拉科夫、卡托维兹、西里西亚的其它城市和小波兰都会区直至华沙。它主要面向客运服务使用，并首次注重乘客的舒适性以及以相对较高的速度运行。然而，尽管顺利完成了由波兰南部至中部的铁路部分，但延伸至格但斯克和国家波罗的海港口的计划却从未实现，并因此显著削减了该线路的实用性和潜能。

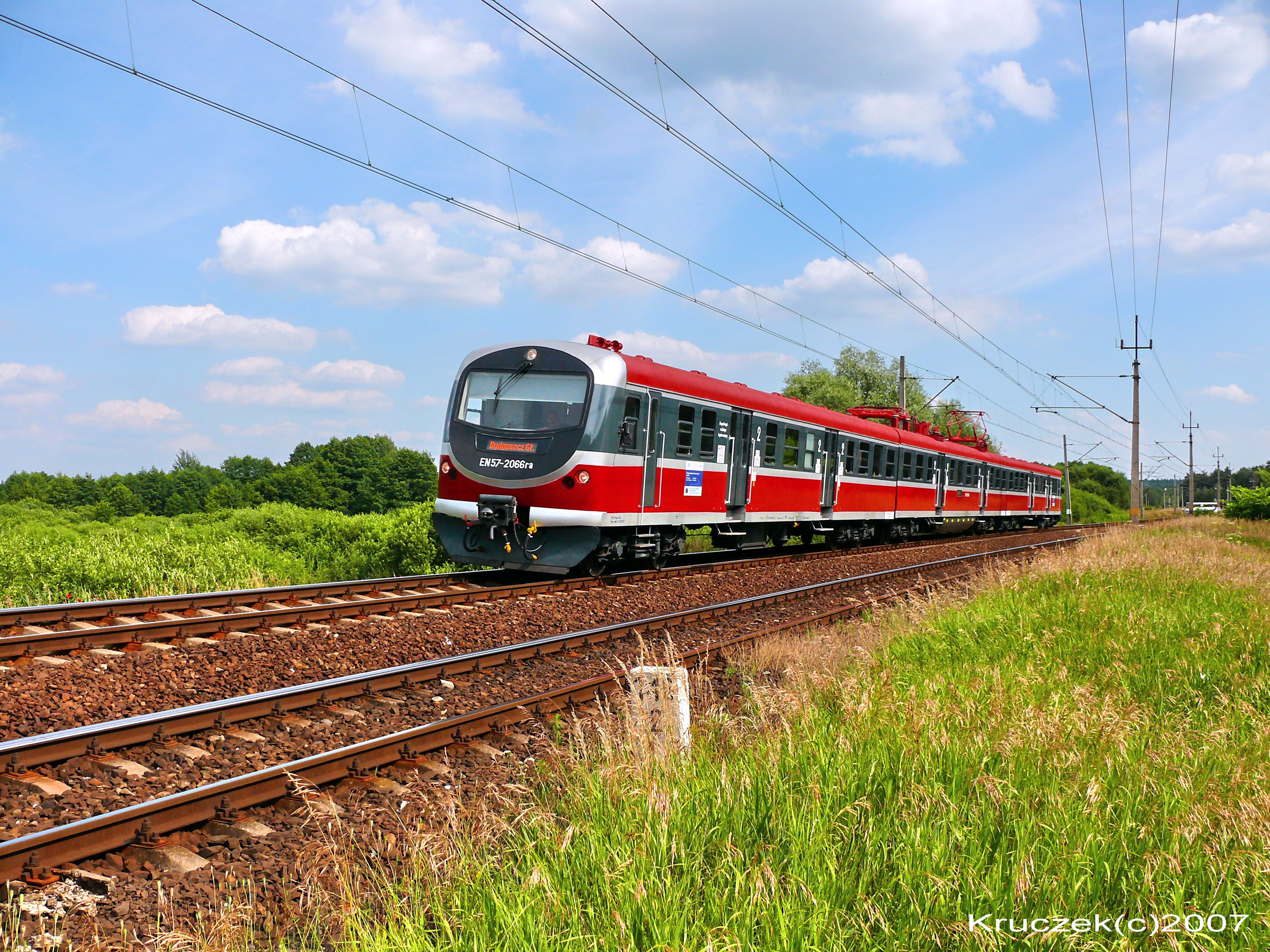
经过全面现代化改造的EN57型动车组正由乡间前往比得哥什

自20世纪90年代初波兰实现自由民主以来，波兰国家铁路曾面对来自私车运输和国家迅速扩张的高速公路的不断竞争。然而，越来越少的行车时间，方便中转的时刻表优化，私营运营商的崛起和大型基础设施投资，以及新的铁路车辆的购置等因素正逐渐将国民吸引到铁路中来。
2001年1月1日起，波兰国家铁路改制为股份公司。作为一家控股公司，它共由24家子公司组成。波兰国家铁路股份公司本身则仍归波兰政府所有。依照法律，还成立了铁路运输局（Urząd Transportu Kolejowego）作为监管机构，主要负责交通指挥、交通工程、铁路监察和交通安全等事务。波兰还跟随欧盟的步伐开放了货运市场，自2008年1月1日起，其国内货运实现自由化。而经营客运的区域运输公司（Przewozy Pasażerskie）同样也由波兰国家铁路集团分离，并在2008年将其全部股份分别转让至16个波兰省份。波兰国家铁路已不再持有该公司的股份。
波兰国家铁路在2009年亏损6.79亿兹罗提后至2010年已有500亿兹罗提约合12.5亿欧元的负债。因此在不久的将来计划将包括波兰国铁货运、波兰国铁能源以及波兰国铁在庞巴迪运输中的股份全数私有化。

## 现状

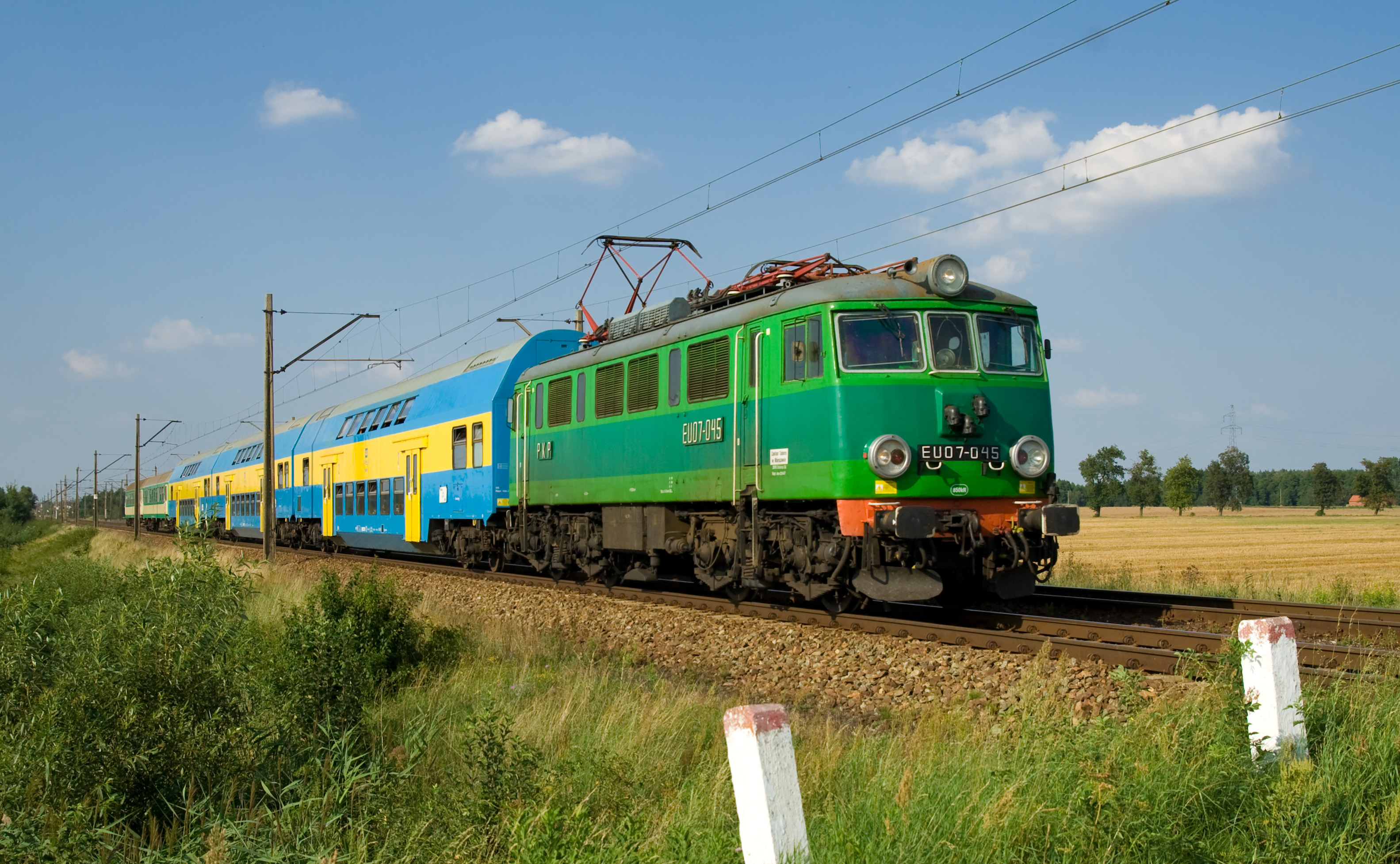
波兰国铁的EU07型机车牵引双层车厢的组合

波兰国家铁路在私车比例日渐增多的波兰交通事业中仍发挥着重要作用。

### 铁路网络

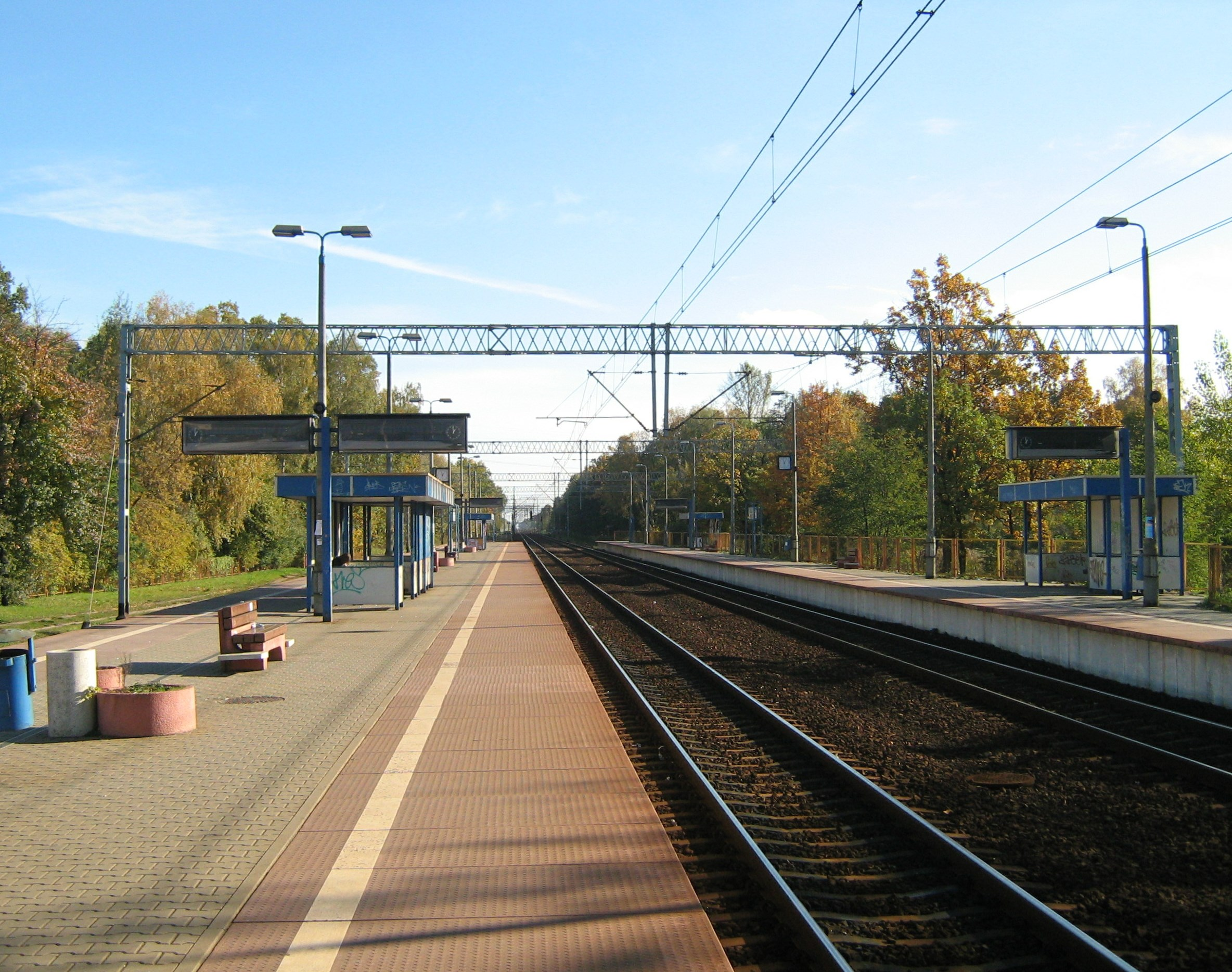
位于华沙-谢德尔采铁路线上的苏列尤维克车站

#### 国际线路
港口城市什切青和格但斯克除了发挥区域交通的功能外，对于连接捷克、斯洛伐克和东南欧的过境交通也发挥着重要作用。连接西方主要使用的线路是由奥德河畔法兰克福经波兹南至华沙，其中运营有柏林-华沙快车，这是一列欧城列车，每天在两座主要站点间对开4班。在华沙通往布列斯特（-明斯克-莫斯科）的线路上有两条分支可分别通往立陶宛边境苏瓦乌基（-考纳斯-里加/-维尔纽斯）及乌克兰科韋利（-基辅）。再往南，由西至东的过境路线从科特布斯（过境福斯特）经扎甘、弗罗茨瓦夫、卡托维兹和克拉科夫通往乌克兰边境普热梅希尔，这条线路运行有汉堡-克拉科夫的欧城列车。由德累斯顿经格尔利茨/茲戈熱萊茨至弗罗茨瓦夫并有支线通往文格利涅茨的线路主要担当德国与波兰间的铁路货运任务，并提供德累斯顿-弗罗茨瓦夫快车。

#### 宽轨线路
由于波兰以东的大部分国家使用不同的轨距，工程师里夏德·苏瓦尔斯基（Ryszard Suwalski）开发了一套自动换轮系统“SUW2000”。该系统装备在前往立陶宛或乌克兰的直通列车中，节省了大量的换轮时间。然而，在经过漫长的停运后，由波兰国家铁路和乌克兰铁路共同经营的SUW列车目前仅在弗罗茨瓦夫和利沃夫之间运行。

#### 扩建及新建线路

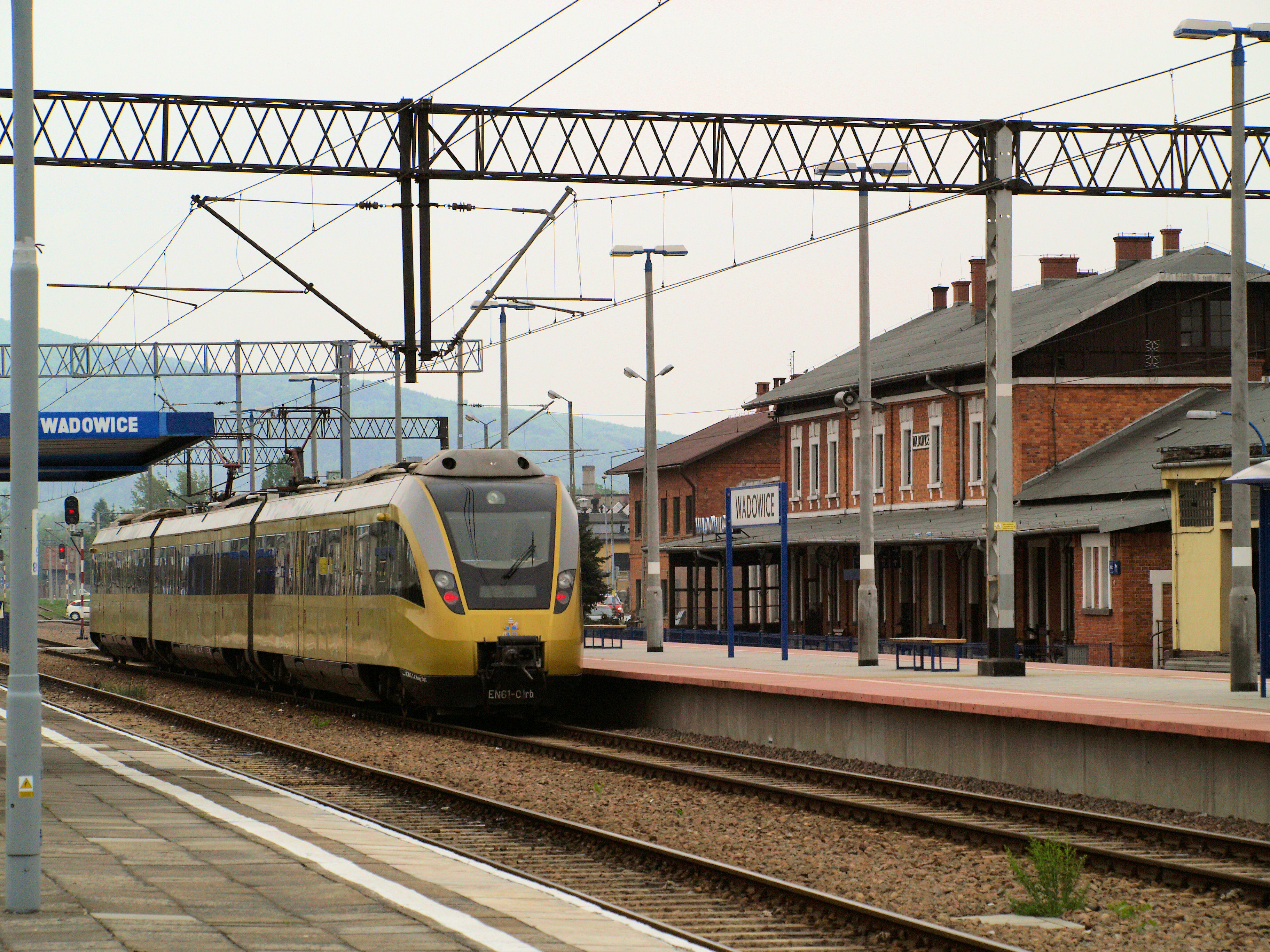
一列EN61型动车组运行于瓦多维采附近

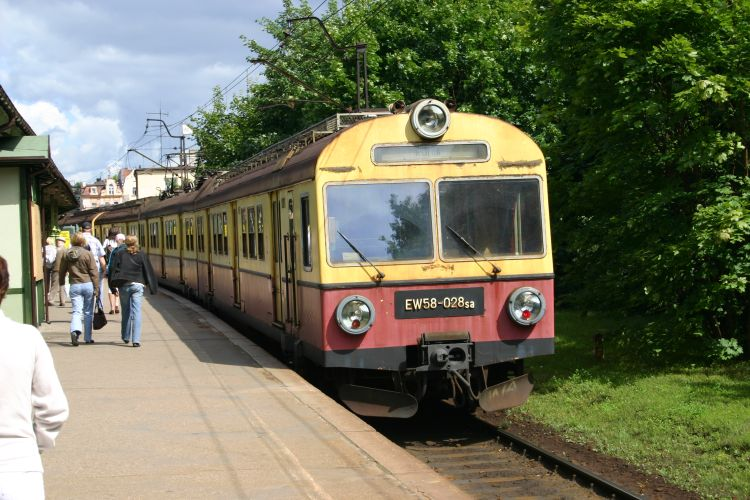
停靠于索波特的EW58型动车组

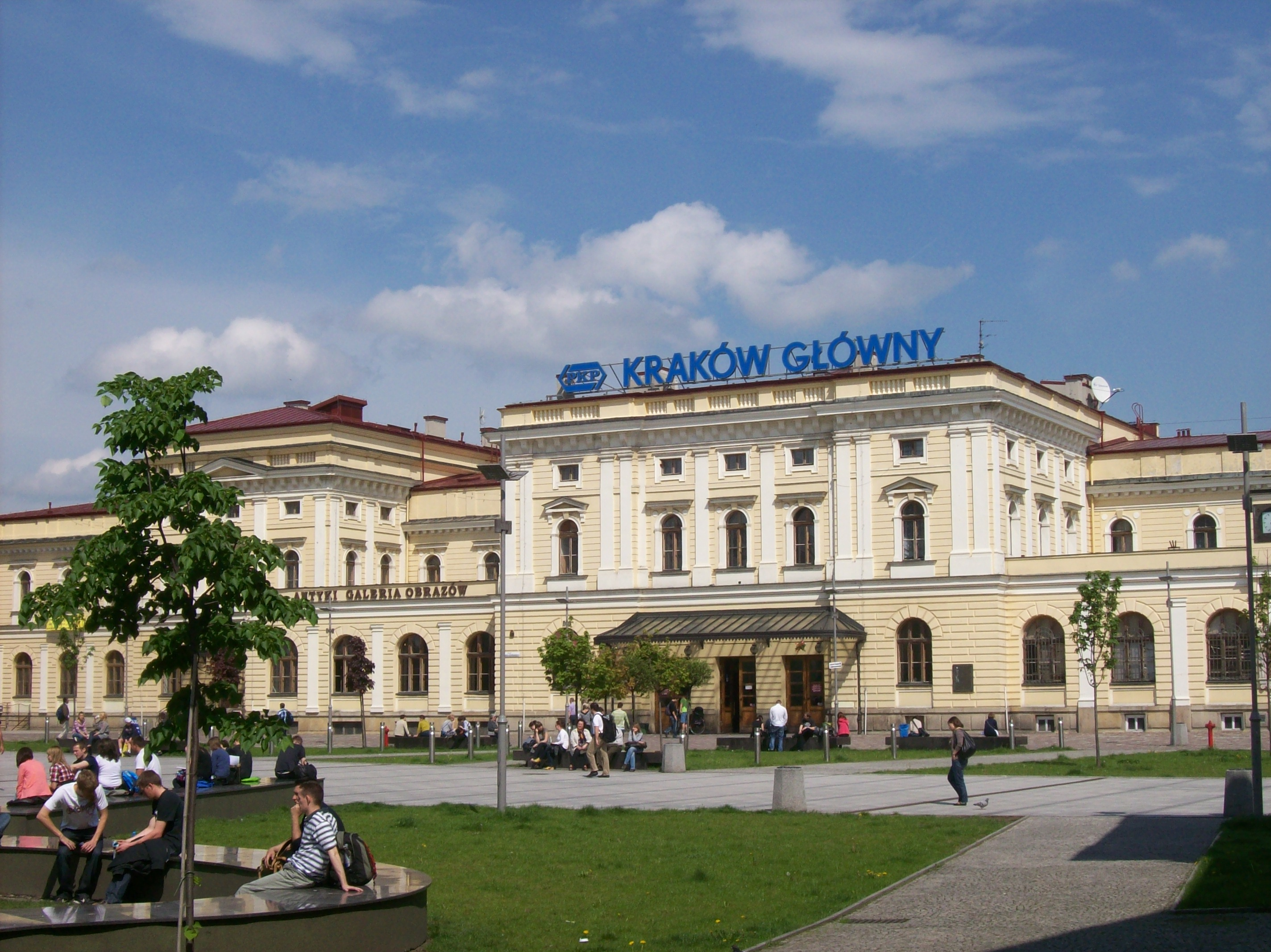
波兰国铁将其企业形象施加在克拉科夫中央车站等火车站

部分线路已在进行重扩建改造，它们包括奥德河畔法兰克福-波兹南-华沙-泰雷斯波爾、希維諾烏伊希切-什切青（-华沙）、波兹南-弗罗茨瓦夫-卡托维兹、塞什托凯-苏瓦乌基-华沙、普热梅西尔-克拉科夫-卡托维兹以及华沙-卡托维兹等线路。在长期规划中，还计划新建由格但斯克-华沙、华沙-泰雷斯波尔以及绕行东部上西里西亚工业区内部分城市的华沙-布拉格线路。
高速铁路的发展计划在波兰被称作“Y”线，它将连接华沙-罗兹-卡里什，然后分开两个走向，一条通往弗罗茨瓦夫而另一条通往波兹南。这条呈几何布局的线路将允许最高运行速度达360公里/小时，计划于2014年左右动工建设，并在2019年完工。2010年4月，可行性研究报告的招标授予了以西班牙公司为首的财团。可行性研究报告已获得来自欧盟的8000万欧元资助。线路建设及列车购置的总成本预计为69亿欧元，部分资金计划由欧盟提供补贴。2010年9月，阿尔斯通透露他们已成为高速铁路竞标中唯一的投标人，阿尔斯通将向波兰国铁城际列车公司提供20组新潘多利诺动车组，它们将能够在通往德国、奥地利和捷克的国际服务中运行。2011年5月30日，阿尔斯通与波兰国铁城际列车公司签订了车辆的供应和维护合同。作为协议的一部分，阿尔斯通将在华沙附近建造一个新的车辆维修设施。
在跨境货运方面，波兰国家铁路根据东西方关系恢复了米乌科维采-亚先铁路和文格利涅茨-法尔肯贝格铁路，并实现电气化及复线。通过该轴线可由弗罗茨瓦夫经文格利涅茨通往德国，并由德国的铁路网络连接至柏林及德累斯顿都会区。该线路的德国部分将由德国铁路进行扩建，至2016年完工。

### 列车类别

#### 长途列车
长途列车主要分为以下类别：
- 欧城列车（EuroCity，简称）：在主要铁路干线上运行的国际列车，需收取预订费。
- 快速城际列车（Express InterCity，简称）：在主要铁路干线上运行的国内列车，提供最新型的空调车厢，通常提供Wi-Fi连接并收取预订费。
- 您的列车（Twoje Linie Kolejowe，简称）：在主要铁路干线上运行的廉价快速列车及夜间列车，一等车厢需收取预订费。

由于2009年12月推出了快速城际列车，原快速列车（Express，简称）及城际列车（InterCity，简称）类别正被逐步淘汰。

#### 区域及短途列车

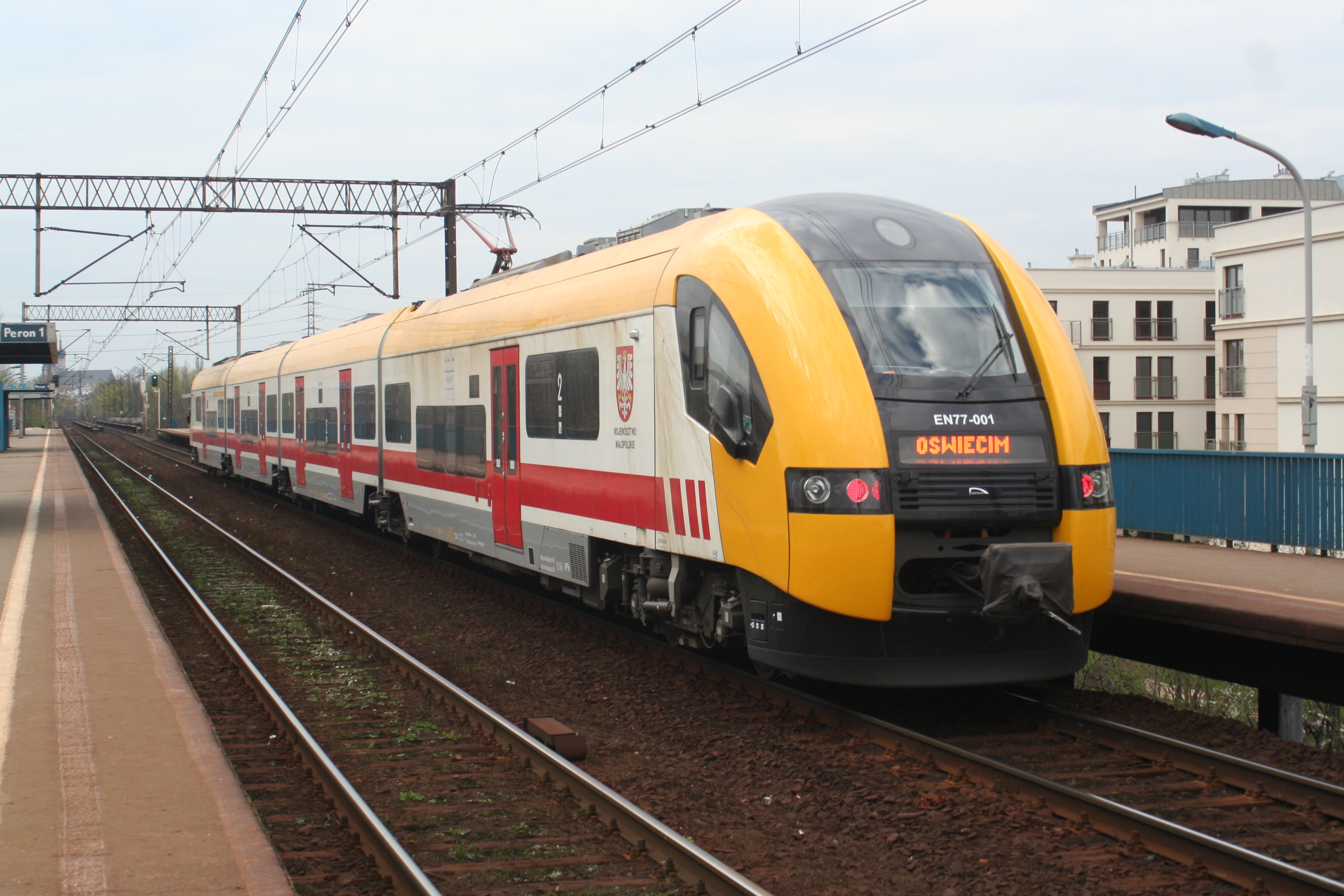
EN77型动车组停靠于克拉科夫

区域列车目前由原国营波兰国家铁路分拆出来的区域运输公司（Przewozy Pasażerskie）运营，它在2008年12月22日之前曾是波兰国家铁路集团的全资附属公司，此后集团将其股份转移至波兰16个省份的地方政府，因此它不再属于波兰国家铁路集团，其运营的区际列车类别直接与波兰国铁城际列车公司的TLK类别参与竞争。此举是为了增强在波兰铁路网络内运营商之间的竞争。区域运输公司提供大范围的地方铁路服务，旗下类别包括：
- 区域快车（RegioEkspres）：在国际及区际铁路中运行的快速列车，提供一等及二等座席。
- 区际列车（InterRegio）：在区际铁路中运行的廉价快速列车，主要停靠于中型及大型车站，仅提供二等座席。
- 区域加号列车（RegioPlus）：在地方铁路中运行的半快速列车，停车频率较低，但价格与区域列车相同。
- 区域列车（Regio）：在地方铁路中运行的普通列车，停靠沿途所有车站。

其中短途列车的名称已正式更改为（区域列车），但乘客及许多波兰国铁员工仍在私下将其称为（旅客列车）。

### 价格体系
波兰的列车基本采用由高递减的价格体系。在特殊的国际列车中，例如柏林-华沙快车或华沙-维尔纽斯的城际通宵巴士，则采用全球性的价格体系，以解决往返单独收费的问题。长途和短途列车的定价是相互分开的，短途车票不可在长途列车中使用，长途车票则可在所有列车服务中有效，但必须抵达票面所注明的最终目的地（一些路线的特定条款除外）。